# Мічоакан
Мічоака́н (ісп. Michoacán, ацт. Michhuahcān, офіційно ацт. Michhuahcān Ocampo, ісп. Michoacán de Ocampo) — штат на південному заході Мексики, на Тихоокеанському узбережжі, у басейні річок Лерма і Бальсас. Площа — 59 928 км². Населення становить 3 966 073 жителів (2005). Адміністративний центр — місто Морелія.

## Історія

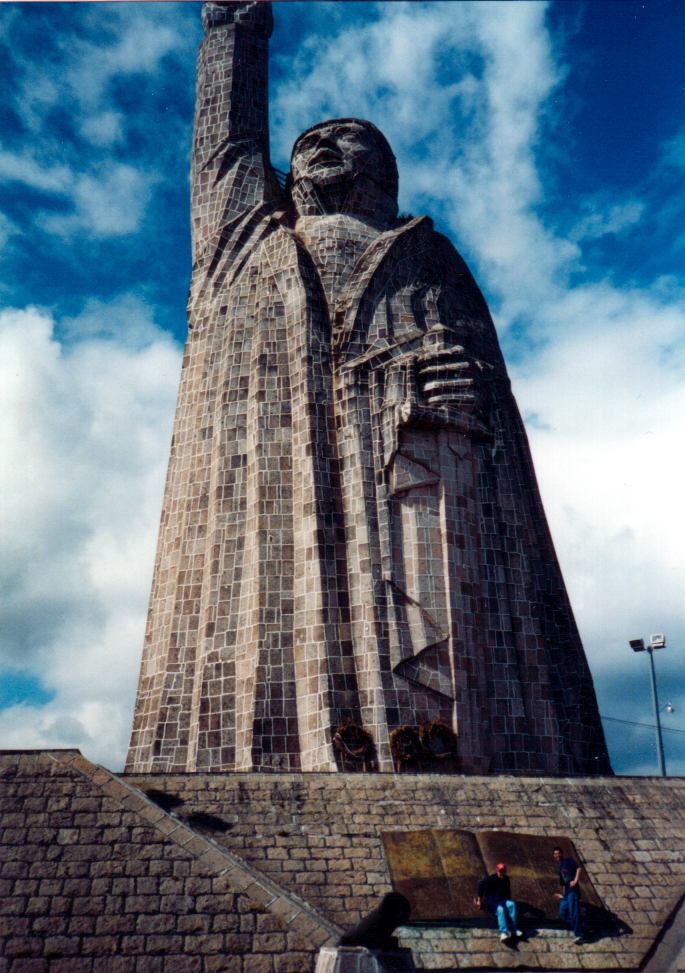
Монумент Х. М. Морелосу на острові Ханіціо, штат Мічоакан

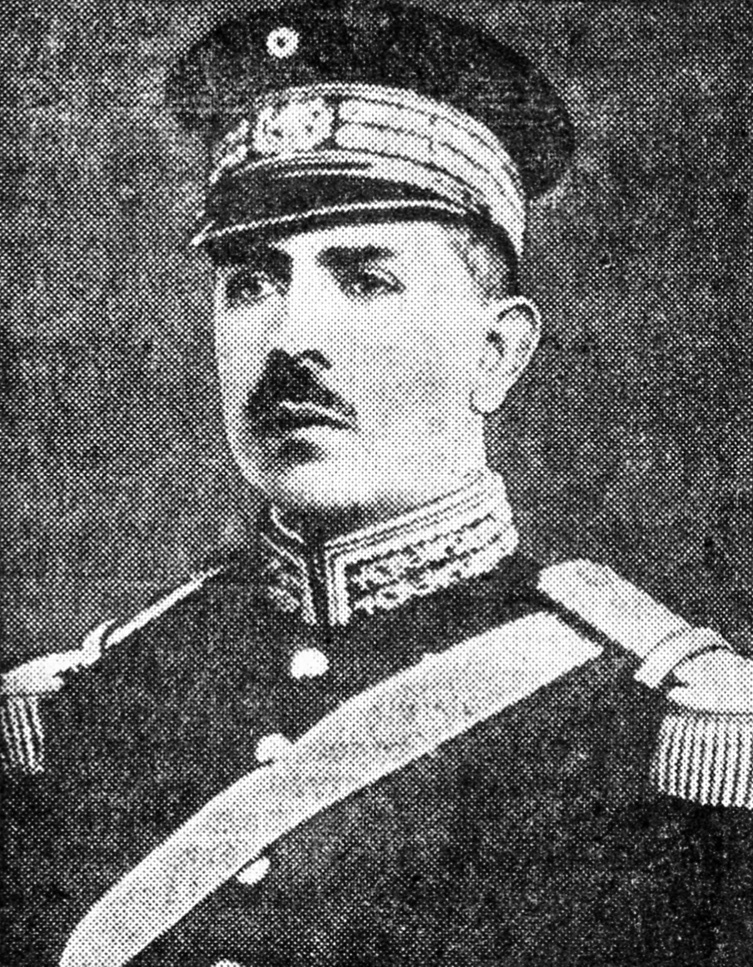
губернатор штату Лазаро Карденас (1928—1932)

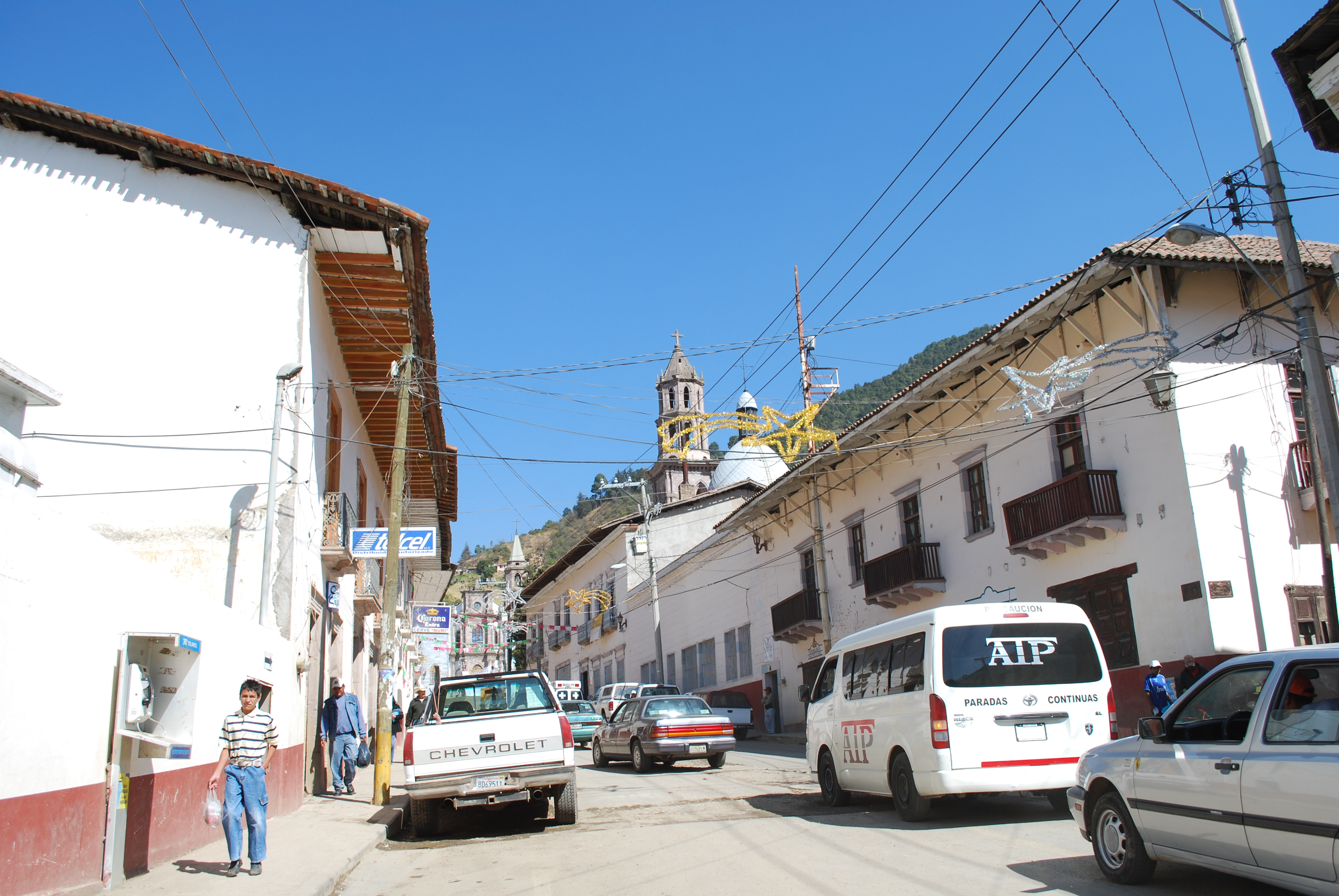
Головна вулиця в Анганґео у штаті Мічоакан

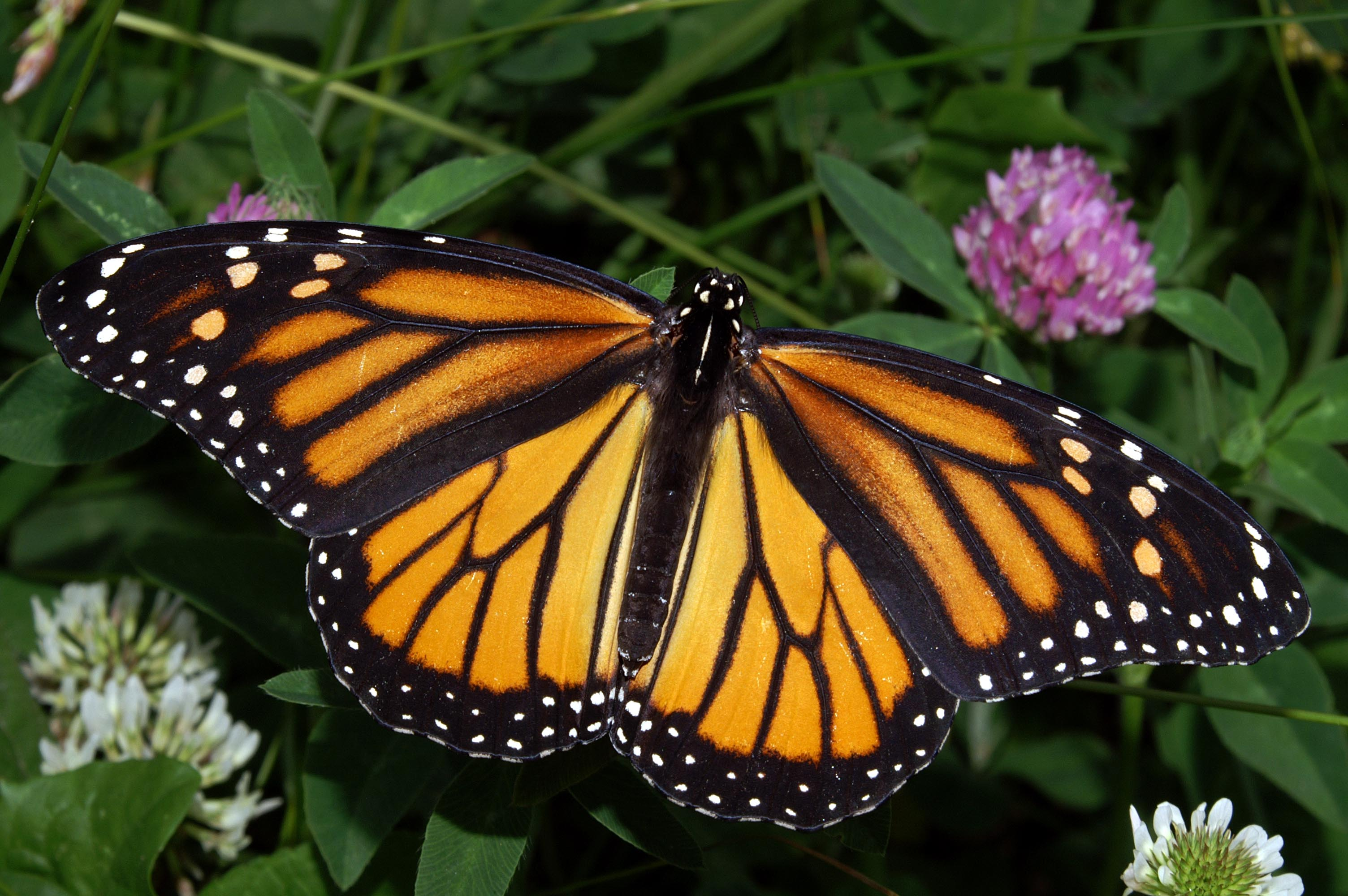
Метелик-Монарх

31 січня 1824 року Мічоакан отримав статус «вільного та суверенною штату». У 1925 році була написана конституція штату. 12 вересня 1828 року столиця Вальядолід отримала нову назву Морелія на честь уроженця Мічоакану, мексиканського революціонера Хосе Марія Морелоса. У 1831 році штат був розділений на 61 муніципалітет та 207 тененцій. Під час боротьби за владу поміж консерваторами та лібералами Мічоакан ставав або департаментом, або штатом і навпаки. У 1846 році від штату відділився муніципалітет Коліма, який невдовзі став самостійним штатом. У 1849 році відділився муніципалітет Коюка з якого сформувався штат Ґерреро. У 1857 році муніципалітет Контепек відділився від штату  Ґуанахуато і приєднався до Мічоакану. 
Під час французької інтервенції у 1863 році Морелія була захоплена французами силою. Опір в місті Зітакуаро був жорстоко придушений, а саме місто спалене. Все ж у місті Замора була перша перемога проти французів.   
У 1907 році від штату Ґерреро були відділені міста Пунгарабато та Зірандаро та доєднані до штату Мічоакану, а кордони були встановлені по береги річки Бальзас. 
У 1911 році, під час Мексиканської революції, послідовники Франціско І. Мадеро проголосили своєю територією місто Санта-Клара-дель-Кобре та продовжували на чолі з Сальвадором Ескаланте захоплювати території навколо озера Паскуаро. Губернатор Мічоакану Арістеро Мендоза змушений був подати у відставку. Постійні сутички повстанців із федеральним урядом продовжувалися до 1917 року. У 1918 році ратифікувалася нова конституція штату. 
У 1920 році в Морелії було засновано Мічоаканський університет Сант-Ніколаса-де-Ідальго.
У 1926 році, під час війни Крістеро, федеральним урядом були зачинені всі семінарії в Заморі та Морелії. У 1928 році губернатором штату було обрано Лазаро Карденаса, уроженця Мічоакану. У 1929 році він став одним із засновників і головою Національно-революційної партії (НРП), що перетворилася в найбільшу партію країни. У 1931 році Карденас обіймав посаду міністра внутрішніх справ, у 1933 — військово-морського міністра. 1 грудня 1934 року Карденас зайняв посаду Президента Мексики. Свою діяльність розпочав із реалізації аграрних реформ де націоналізував великі маєтки і передав селянам 16,2 млн га земель в користування. За часи його правління було організовано безліч селянських кооперативних господарств (так звані ехідо) а для їх подальшого розвитку в 1935 році був створений Національний банк ехідального кредиту для закупівлі сільськогосподарського обладнання та насіння. Одночасно Карденас розгорнув будівництво гребель для зрошення ехідальних господарств. 
У 1943 році активізувався вулкан Парікутин.
На сьогодні Мічоакан найбільший постачальник авокадо в Мексиці та посідає третє місце у виробництві кимти та лимонів. Основні види діяльності штату — сільське господарство, тваринництво, гірничодобувна промисловість. На родовищах Лазаро Кадена видобувають залізо, цинк, сталь. На родовищах Ангангуйо та Чурумуко видобувають золото, а на родовищах Коалкоман та Тімгамбато значний видобуток міді. Також у Мічоакані добре розвинутий туристичний бізнес. Найбільш привабливе місце для туристів з усього світу біля лісів та гірського масиву штату. В період поміж жовтнем та березнем бл. 20 мільйонів метеликів-монархів (лат. Danaus plexippus) мігрують до Мічоакану з усієї Північної Америки, долаючи до 3000 кілометрів, щоб зупинитися на зимівлю. Під час їхнього міграційного періоду, ліси ніби змінюють колір  від зеленого до помаранчевого та чорного.